# الدرباشية (سوريا)
الدرباشية هي إحدى القرى المحتلة والمدمرة التابعة لمركز مسعدة التابع لمحافظة القنيطرة في هضبة الجولان بجنوب غرب سوريا.

قرية في نهر الأردن، تتبع ناحية مسعدة، مركز منطقة ومحافظة القنيطرة (154ن عام 1967-330م).
تقع على الطرف الشرقي لحفرة الانهدام في منطقة الحولة، وعلى المجرى الأعلى لوادي الدرباشية، جنوب وادي الناشف، تكثر فيها ينابيع الماء، وأهمها : نبع الدرباشيّة في وسطها، على بعد 21 كم إلى الجنوب الغربي من مدينة القنيطرة. بنيت عام 1958. تزرع أراضيها بالحبوب والبقول بعلاً، وبالخضار بأنواعها ريّاً. وتربى فيها الأبقار. تشرب من مياه الينابيع.